# سان مانگو سول کالوره
سان مانگو سول کالوره (به ایتالیایی: San Mango sul Calore) یک کومونه در ایتالیا است که در استان آولینو واقع شده‌است. سان مانگو سول کالوره ۱۴ کیلومتر مربع مساحت و ۱٬۲۱۰ نفر جمعیت دارد و ۴۷۰ متر بالاتر از سطح دریا واقع شده‌است.